# قاي بيرتن
قاي بيرتن (بالفرنسية: Guy Bertin)‏ هو متسابق دراجات نارية فرنسي. نافس في سباقات بطولة العالم لفئة 350 سي سي ولفئة 250 سي سي ولفئة 125 سي سي ولفئة 50 سي سي. أفضل موسم له كان موسم سنة 1980 حيث فاز بثلاثة سباقات ضمن سباقات الجائزة الكبرى.

## روابط خارجية
- قاي بيرتن على موقع MotoGP.com (الإنجليزية)